# 西田良子
西田 良子（にしだ よしこ、1931年2月5日 - 2018年7月10日 ）は、日本児童文学研究者。

## 経歴
福岡県大牟田市に生まれる。福岡県立大牟田高等女学校に入学。戦後、学制改革により福岡県立大牟田北高校を卒業。
1954年、熊本大学法文学部文学科を卒業。卒業論文は「児童文学論」。同年、早稲田大学大学院文学研究科日本文学専攻に入学。修士論文は「赤い鳥研究」。1956年早稲田大学大学院日本文学博士課程満期退学。
1956年、国語学者の西田直敏と結婚後、一男一女をもうける。1965年、夫の北海道大学文学部助教授就任に伴い、北海道札幌市に移住。北海道の各大学の非常勤講師を務める。
1982年、國學院女子短期大学（現國學院大學北海道短期大学部）助教授、1984年、大阪国際児童文学館総括専門員、業務室長を経て、1991年、大谷大学教授。2002年定年退任。2010年、これまでの業績に対して日本児童文学学会特別賞受賞した。。

## 著書
- 『鈴木三重吉の感覚的世界 『赤い鳥』をめぐって』森の仲間 1973
- 『日本児童文学研究』牧書店 1974
- 『明日を考える文学 日本児童文学に描かれた女性像』札幌市教育委員会社会教育課 1976
- 『現代日本児童文学論 研究と提言』桜楓社 1980
- 『明日を考える文学 日本児童文学にみる女の歩み』もく馬社 1981
- 『宮沢賢治論』桜楓社 1981
- 『宮沢賢治 その独自性と同時代性』翰林書房 1995
- 『宮沢賢治読者論』翰林書房 2010

### 共著編
- 『現代日本語』西田直敏共著 白帝社 1974　のち桜楓社
- 『日本語の使い方 話し方と書き方の常識』西田直敏共著 創元社 1991
- 『宮沢賢治を読む』編 創元社 1992
- 『宮沢賢治「銀河鉄道の夜」を読む』編著 創元社 2003